# St-Martin (Pont-à-Mousson)

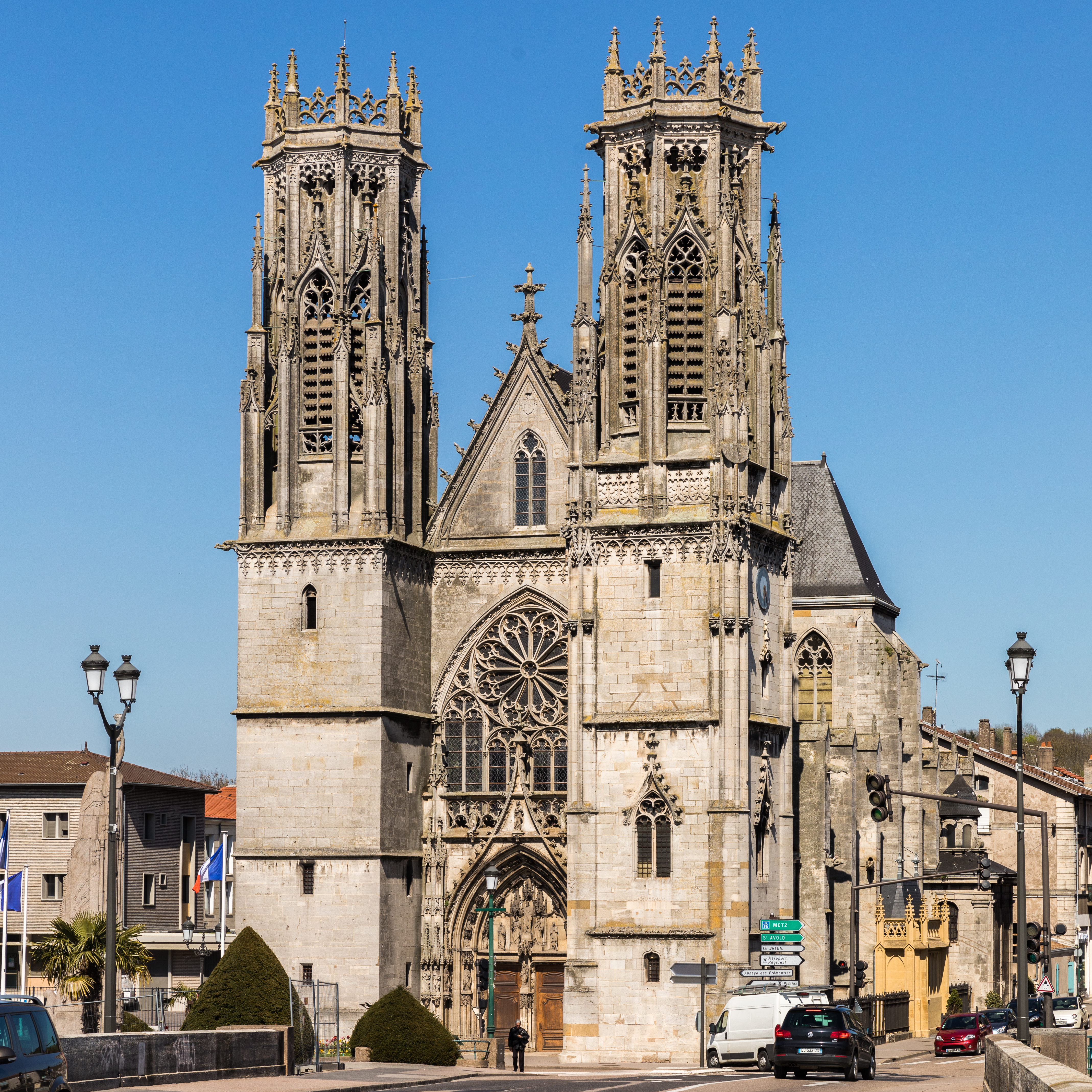
St-Martin, Blick zur Doppelturmfassade

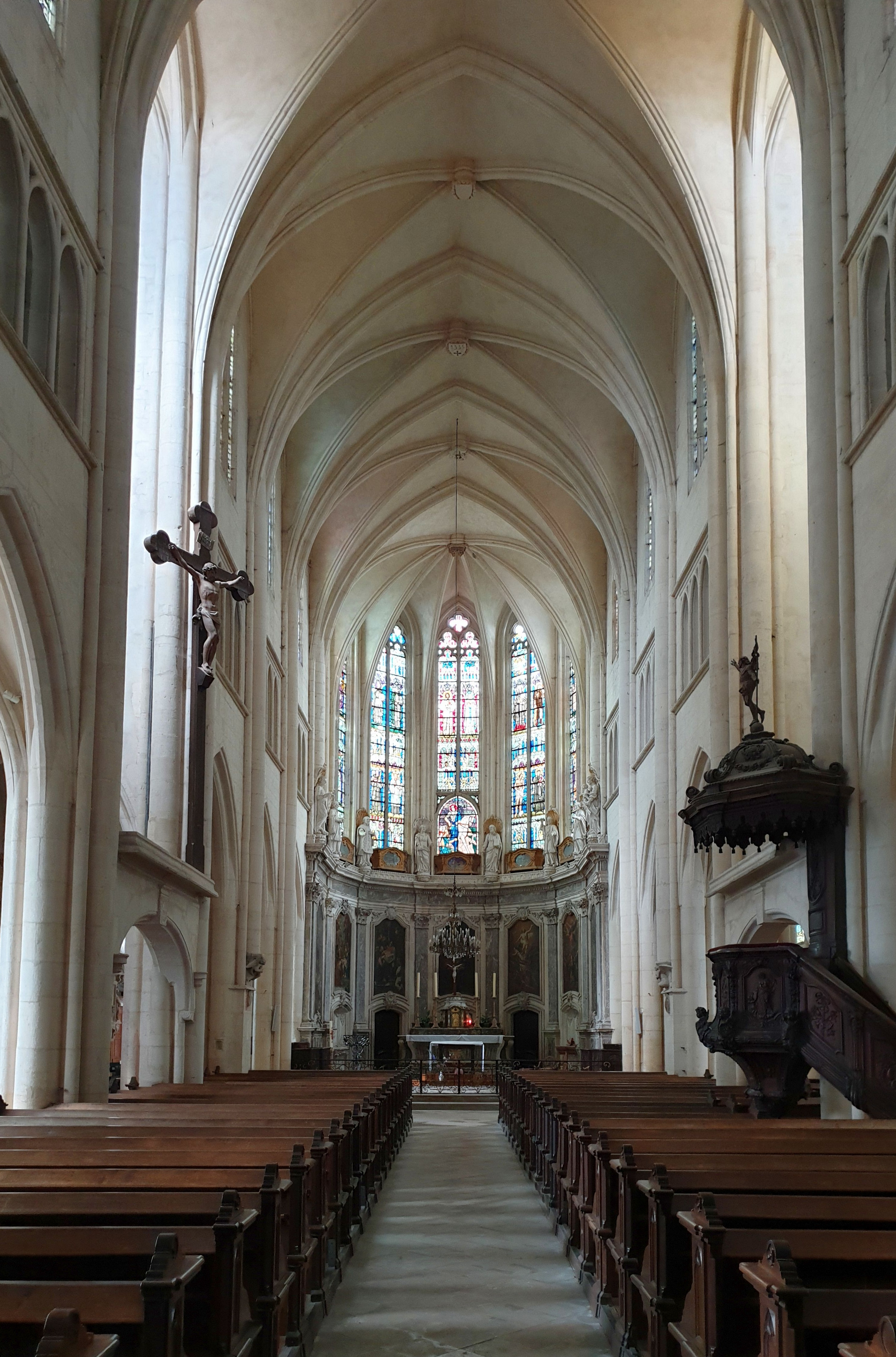
Inneres Richtung Chor

St-Martin ist eine römisch-katholische Pfarrkirche  in Pont-à-Mousson im Département Meurthe-et-Moselle in Frankreich. Das Gotteshaus wurde ursprünglich als Klosterkirche des Antoniter-Ordens errichtet und ist seit 1840 als Monument historique klassifiziert.

## Geschichte
Die Kirche St-Martin wurde durch den Antoniterorden im Stil der Gotik zunächst unter dem Patrozinium des Heiligen Antonius des Großen errichtet. Das Bauwerk ist für den Hospitalsorden von ungewöhnlicher Größe und Außenwirkung gekennzeichnet. Die Weihe der Kirche erfolgte im September 1335 durch Daniel, Generalvikar des Bischofs von Metz. 
Die Errichtung der Kirche erfolgte als dreischiffige Basilika, die ein vierjochiges Langhaus besitzt, dem sich ein schmales Querhaus anschließt. Die Querhausarme reichen nicht über die Breite der Seitenschiffwände heraus. Dem Querhaus schließt sich ein Chor von drei Jochen an, der im Osten mit einer polygonalen Apsis von sieben Seiten schließt. Im 15. Jahrhundert wurde das Gotteshaus um die repräsentative Doppelturmfassade mit Westportal und Fensterrose im Stil der Flamboyantgotik sowie im Inneren um den Lettner erweitert. Der Lettner wurde später umgesetzt und befindet sich heute im Westen unter der Orgelempore.
Im Jahr 1572 wurde die Kirche im Zuge des Niedergangs des Antoniterordens durch Papst Gregor XIII. dem Jesuitenorden übergeben und der durch ihn gegründeten Universität Lothringen einverleibt. 1784 wurde die Kirche schließlich Pfarrkirche der Stadtteils am rechten Ufer der Mosel unter dem Patrozinium des heiligen Martin von Tours. Dieser Funktion dient die Kirche noch heute.
Eine Figurengruppe aus dem 15. Jahrhundert, die Grablegung Christi darstellend, ist als Einzeldenkmal als Monument historique eingestuft.

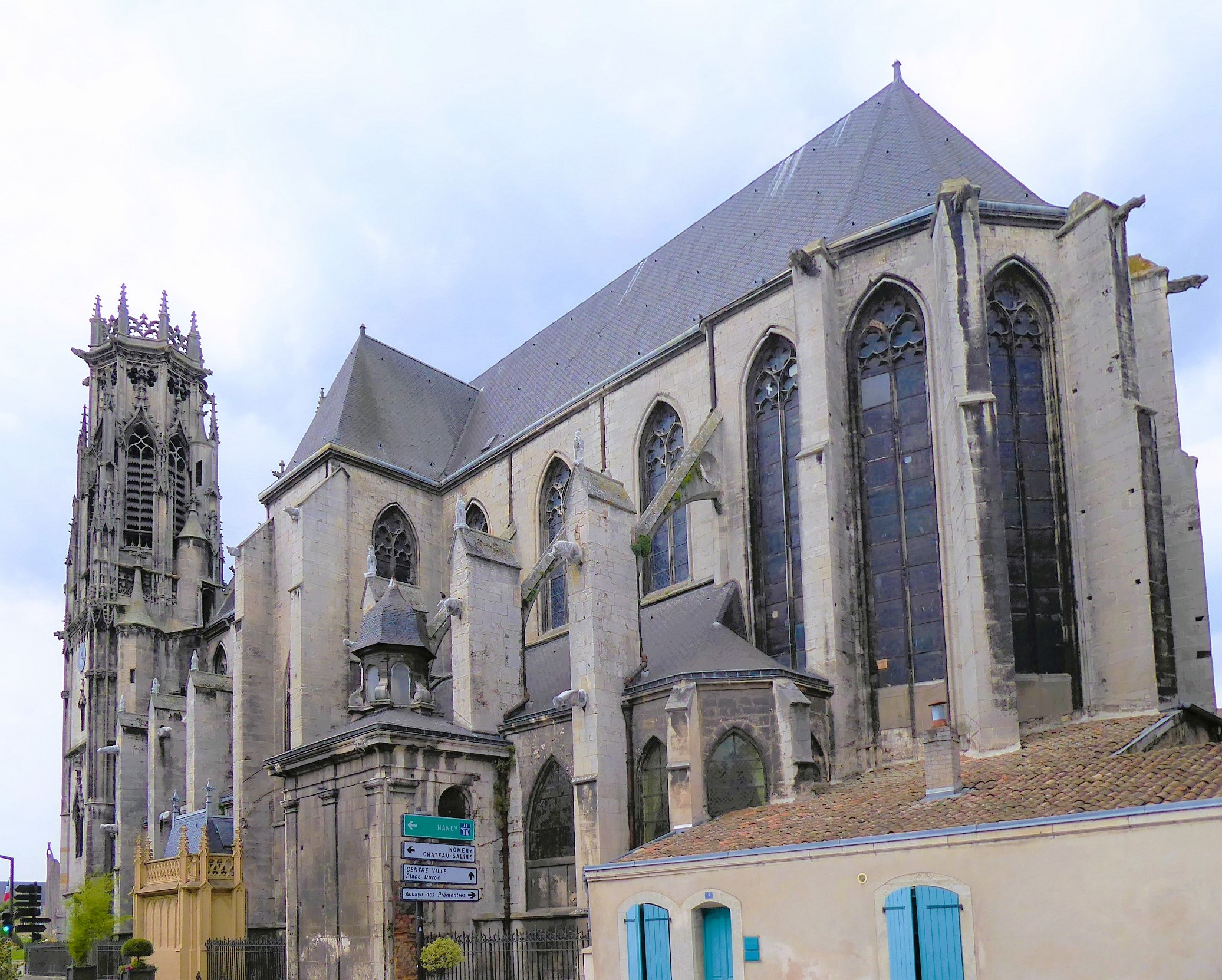
Ansicht von Südosten
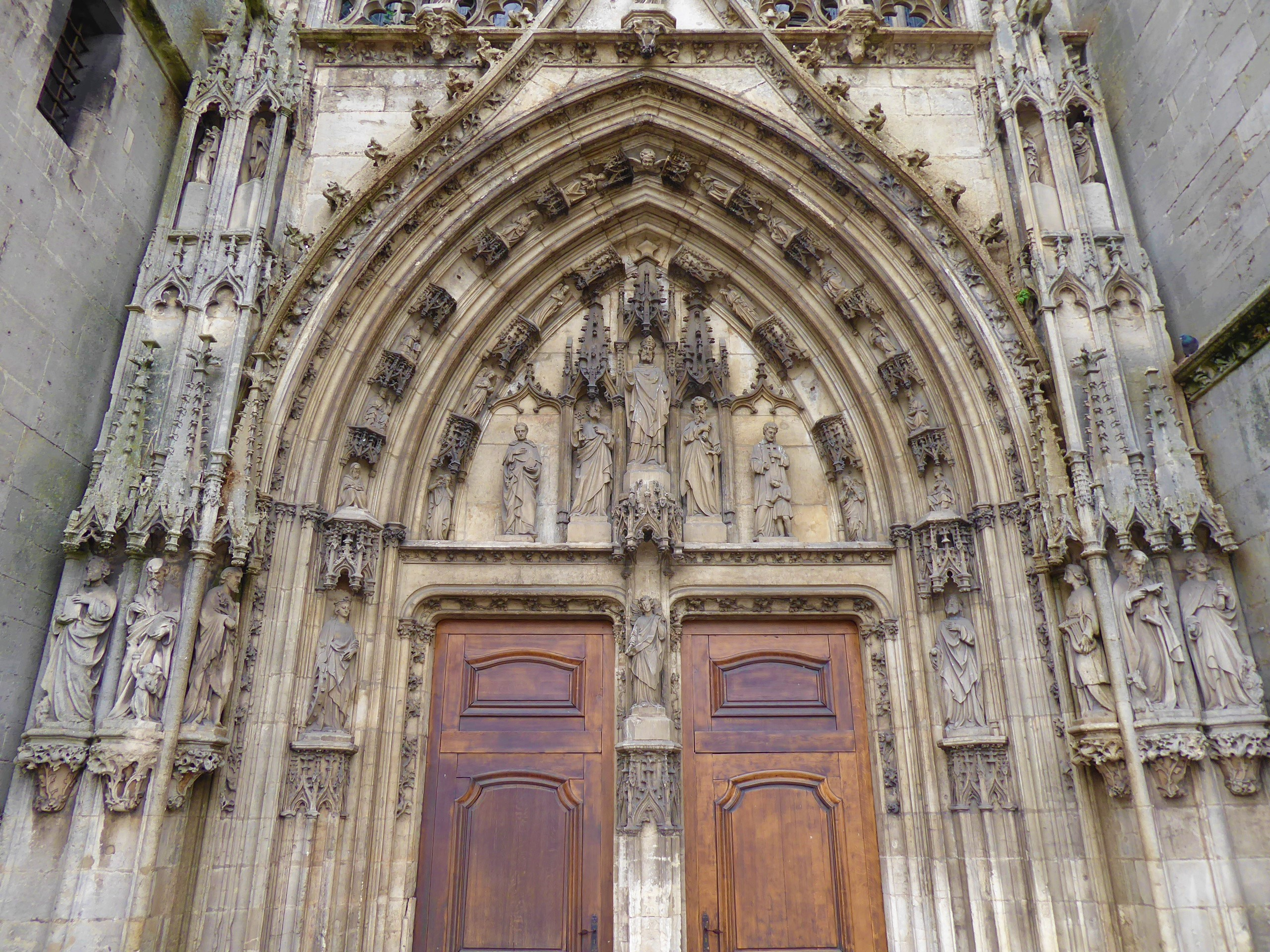
Hauptportal
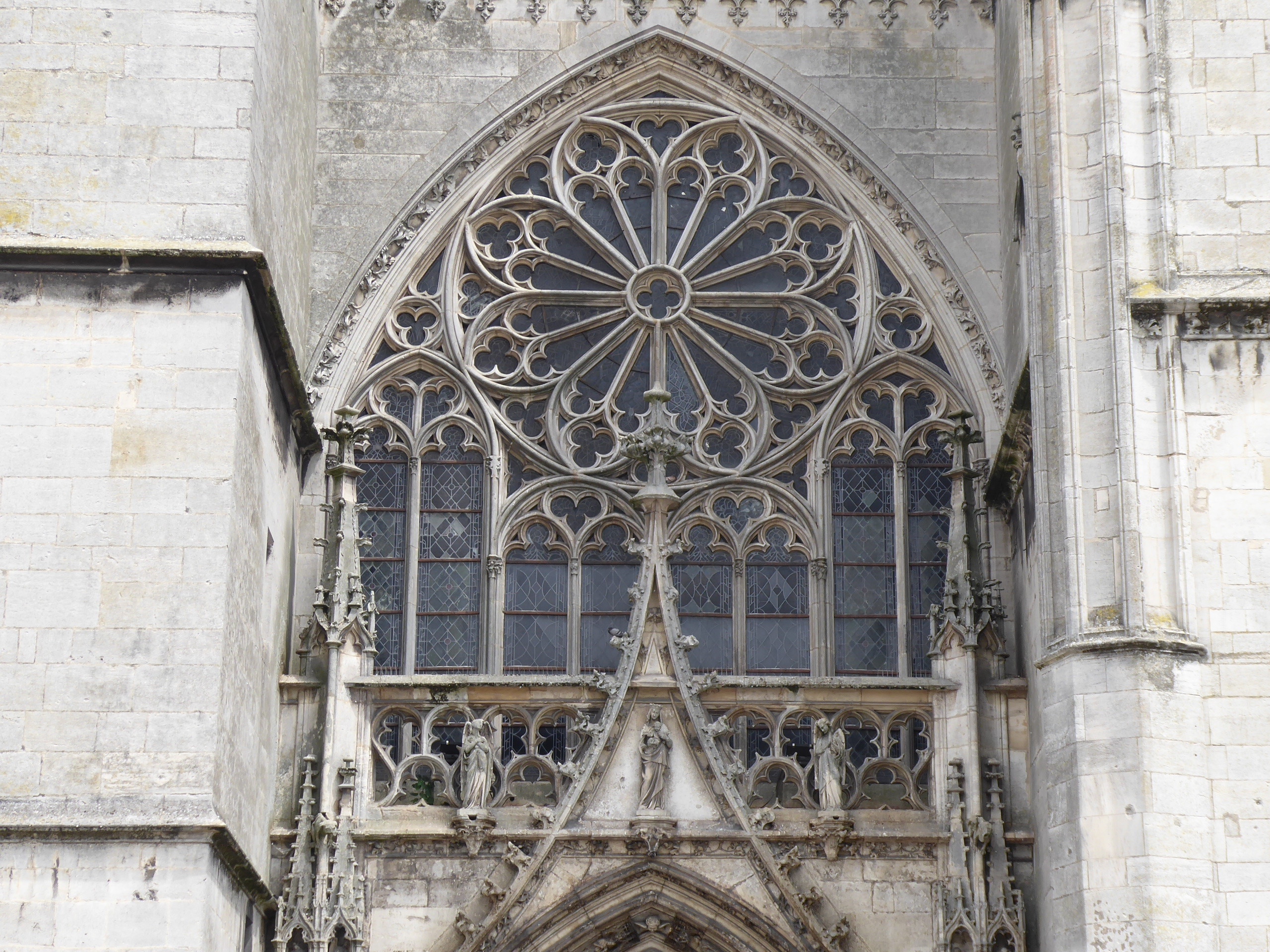
Westfenster mit Fensterrose
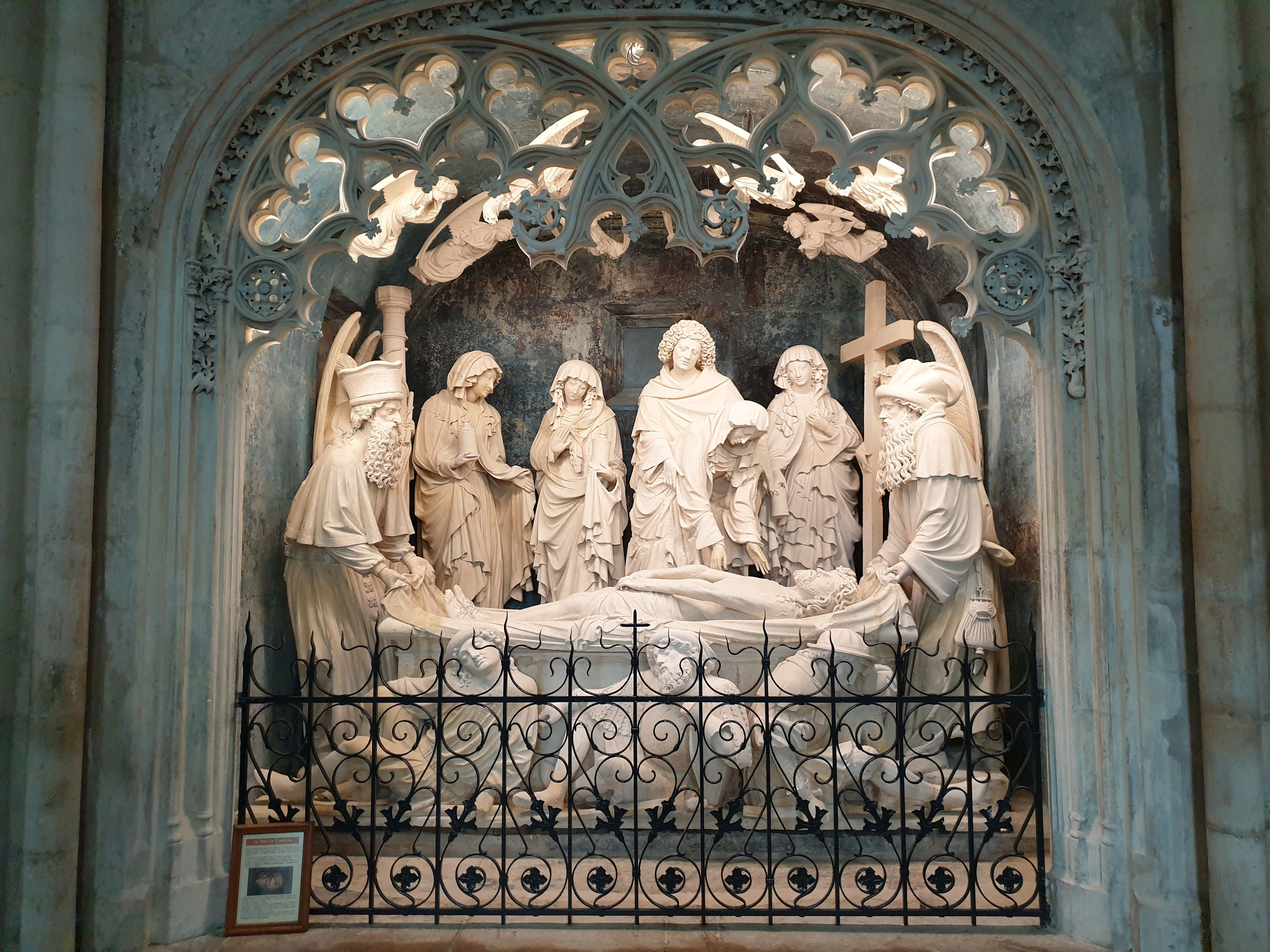
Grablegung Christi
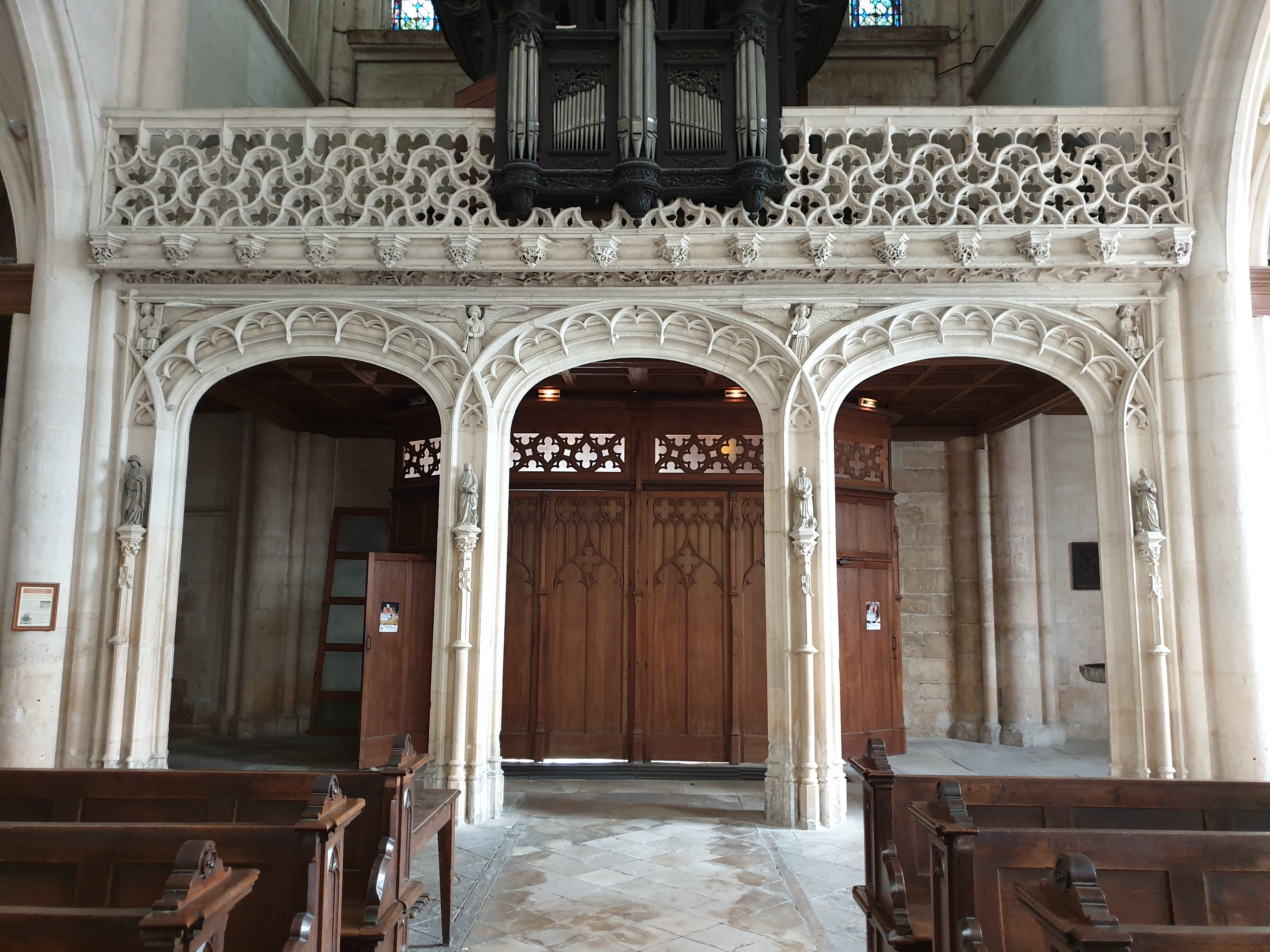
Der unter die Orgel versetzte Lettner